# Inguna Minusa
Inguna Minusa (Riga, 17 augustus 1977) is een voormalig beachvolleyballer uit Letland. Met Inese Jursone werd ze in 2009 Europees kampioen.

## Carrière
Minusa vormde van 2000 tot en met 2004 een team met Inga Pūliņa. Het eerste jaar debuteerden ze in Berlijn in de FIVB World Tour. Het seizoen daarop namen ze deel aan zes reguliere toernooien in het mondiale circuit met een zeventiende plaats in Maoming als beste resultaat. Bij de wereldkampioenschappen in Klagenfurt strandden ze in de groepsfase en bij de Europese kampioenschappen in Jesolo waren ze na twee wedstrijden uitgeschakeld. In 2002 was het duo actief op negen FIVB-toernooien en behaalde het een negende plaats in Maoming. Bij de EK in Bazel verloren Minusa en Pūliņa in de tweede ronde van het Italiaanse tweetal Laura Bruschini en Annamaria Solazzi en werden ze in de derde ronde van de herkansing uitgeschakeld door Ester Alcon en Catalina Maria Pol uit Spanje. Het jaar daarop bereikten ze bij de EK in Alanya de achtste finale die verloren werd van de Italiaansen Daniela Gattelli en Lucia Perrotta. De achtste finale was een jaar later, bij de EK in Timmendorfer Strand, opnieuw het eindstation nadat Andrea Ahmann en Jana Vollmer uit Duitsland te sterk waren. In de World Tour kwam het duo in twee seizoenen niet verder dan een zeventiende plaats in Milaan.
Van 2005 tot en met 2012 vormde Minusa vervolgens een team met Inese Jursone. Het eerste seizoen namen ze deel aan aan acht toernooien in de mondiale competitie waarbij ze niet verder kwamen dan twee vijf-en-twintigste plaatsen. Het jaar daarop waren ze actief op acht internationale toernooien met twee negende plaatsen als beste resultaat (Warschau en Acapulco). Bij de EK in Den Haag verloor het duo in de tweede ronde van Vassiliki Arvaniti en Vasso Karadassiou, waarna het in de herkansing werd uitgeschakeld door het Tsjechische tweetal Šárka Nakládalová en Tereza Tobiášová. In 2007 namen Minusa en Jursone deel aan de WK in Gstaad; ze bereikten de zestiende finale waar ze werden uitgeschakeld door Tian Jia en Wang Jie uit China. Bij de EK in Valencia eindigden ze als negende nadat ze in derde ronde en herkansing achtereenvolgens verloren van het Duitse duo Helke Claasen en Antje Röder en het Nederlandse tweetal Marleen van Iersel en Marloes Wesselink. In de World Tour kwamen ze in elf wedstrijden tot vier dertiende plaatsen. 
Het jaar daarop namen Minusa en Jursone deel aan dertien FIVB-toernooien met een vijfde plaats in Klagenfurt als beste resultaat. Bij de EK in Hamburg verloren ze hun tweede wedstrijd van Susanne Glesnes en Kathrine Maaseide uit Noorwegen, waarna ze in de herkansing werden uitgeschakeld door het Oostenrijkse tweetal Sara Montagnolli en Sabine Swoboda. In 2009 strandde het duo bij de WK in Stavanger opnieuw in de zestiende finale; ditmaal waren de Belgischen Liesbet Van Breedam en Liesbeth Mouha te sterk. Bij negen toernooien in de mondiale competitie kwamen ze niet verder dan een dertiende plaats in Shanghai. Minusa en Jursone sloten het seizoen af met het behalen van de Europese titel in Sotsji ten koste van de Duitse titelverdedigers Sara Goller en Laura Ludwig. Het daaropvolgende seizoen eindigden ze bij de EK in Berlijn als vijfde nadat de kwartfinale verloren werd van de Finse tweeling Emilia en Erika Nyström. In de World Tour waren twee zeventiende plaatsen het beste resultaat. In 2011 strandde het duo bij de WK in Rome na drie verloren partijen in de groepsfase en bij de EK in Kristiansand in de tussenronde tegen het Duitse tweetal Rieke Brink-Abeler en Melanie Gernert. Bij negen FIVB-toernooien kwamen ze niet verder dan een vijf-en-twintigste plek in Phuket. Het daaropvolgende seizoen speelden Minusa en Jursone drie wedstrijden in de World Tour en namen ze deel aan de EK in Scheveningen – waar ze niet voorbij de groepsfase kwamen. In 2013 deed Minusa met Pūliņa deel aan de WK in Stare Jabłonki; het duo strandde in de groepsfase.

## Palmares
Kampioenschappen
- 2009:  EK